# Léon Lemaire
Pour les articles homonymes, voir Lemaire.
Léon Lemaire est un constructeur automobile français.

## Production
L’entreprise basée à Puteaux a commencé à produire des automobiles en 1899.. L’usine était située au 21, rue des Coutures . Les véhicules étaient disponibles avec différents moteurs sur demande. Le moteur d’entrée de gamme était un moteur monocylindre de Dion Bouton de 239 cm³ et 1,75 HP. Cependant, cela n’était recommandé que dans des conditions de route plate. Pour les moteurs plus puissants, un type de la société (Damas et Co) Sphinx jusqu’à 4 HP a été utilisé.
M. Albert Ruffin, ingénieur pour l’art et la manufacture,
71, avenue de la Grande-Armée s’est occupé des ventes en région parisienne.

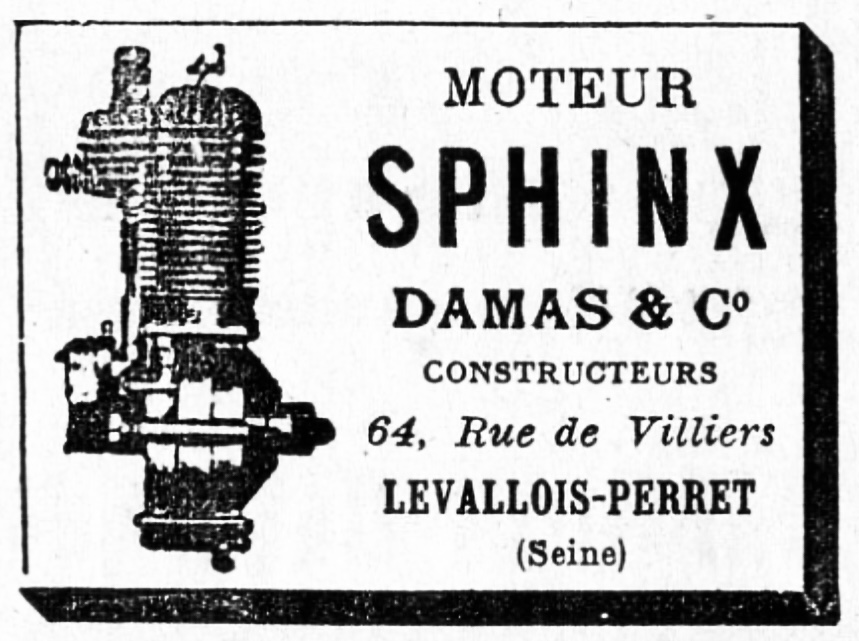
Sphinx Moteur (1899)